# Racopilum mougeotianum
Racopilum mougeotianum är en bladmossart som beskrevs av Georg Friedrich von Jaeger 1876. Racopilum mougeotianum ingår i släktet Racopilum och familjen Racopilaceae. Inga underarter finns listade i Catalogue of Life.